# Hochschulrektorenkonferenz

Logo der HRK

Die Hochschulrektorenkonferenz (HRK) – bis 1990 Westdeutsche Rektorenkonferenz (WRK) – ist ein freiwilliger Zusammenschluss der deutschen Hochschulen und vertritt sie gegenüber Politik und Öffentlichkeit. Sie hat gegenwärtig 271 Mitgliedshochschulen, an denen rund 90 Prozent aller Studierenden in Deutschland immatrikuliert sind. Die HRK befasst sich mit allen Themenfeldern, die Rolle und Aufgaben der Hochschulen in Wissenschaft und Gesellschaft betreffen, vor allem mit Lehre und Studium, Forschung, Innovation und Transfer, wissenschaftlicher Weiterbildung, Internationalisierung sowie den Fragen der hochschulischen Selbstverwaltung und Governance.
Die HRK ist Mitglied in der Allianz der deutschen Wissenschaftsorganisationen.

## Organisation
Die Hochschulrektorenkonferenz wird von einem insgesamt zehnköpfigen Präsidium geleitet und nach außen vertreten. Präsident der HRK ist seit Mai 2023 der Mediziner Walter Rosenthal. Grundsatzbeschlüsse und Empfehlungen werden von der zweimal jährlich tagenden Mitgliederversammlung (früher: Plenum) sowie vom Senat gefasst.
Die HRK unterhält Geschäftsstellen in Bonn, Berlin und Brüssel. Finanz- und Rechtsträger der HRK ist die Stiftung zur Förderung der Hochschulrektorenkonferenz.
Ihre Bibliothek verfügt über eine der größten hochschul- und wissenschaftspolitischen Spezialsammlungen der Bundesrepublik Deutschland mit über 85.000 Monographien, 800 laufend gehaltenen Zeitschriften, einer Spezialsammlung zur Geschichte und Arbeit der WRK/HRK und den gedruckten Vorlesungsverzeichnissen aller deutschen Hochschulen seit 1945.
Die HRK betreibt unter ihrem Dach eine Reihe von Projekten, darunter das Projekt „MODUS – Mobilität und Durchlässigkeit stärken: Anerkennung und Anrechnung an Hochschulen“ und bietet den Hochschulen ein Audit ihrer Internationalisierungsstrategien. Gemeinsam mit der Bertelsmann Stiftung hat sie 1994 das gemeinnützige Centrum für Hochschulentwicklung (CHE) als Denkfabrik und Beratungsunternehmen für die Reform des deutschen Hochschulwesens gegründet.

## Positionen
Die Hochschulrektorenkonferenz befürwortet u. a. eine stärkere Beteiligung der Hochschulen an der Studierendenauswahl, die Einführung von Studienbeiträgen sowie die Exzellenzinitiative der Bundesregierung.

## Publikationen
Die Hochschulrektorenkonferenz gibt seit 1996 die Reihe „Beiträge zur Hochschulpolitik“ heraus, in der bisher (Stand 2018) 152 Bände erschienen sind.

## Geschichte
Die HRK wurde am 21. April 1949 als Westdeutsche Rektorenkonferenz (WRK) gegründet. Sie umfasste anfangs nur Universitäten und – damals so bezeichnete – Wissenschaftliche Hochschulen der früheren Bundesrepublik und West-Berlins. 1951 wählte sie erstmals einen Präsidenten; 1954 wurde Jürgen Fischer als erster hauptamtlicher Sekretär eingestellt. Ab 1970 wurden auch Pädagogische Hochschulen aufgenommen, seit 1974 auch Fachhochschulen sowie Kunst- und Musikhochschulen, kirchliche und Philosophisch-theologische Hochschulen sowie die Hochschulen der Bundeswehr.
Nach der deutschen Wiedervereinigung und dem Beitritt von Hochschulen aus den neuen Bundesländern erfolgte im November 1990 die Umbenennung in Hochschulrektorenkonferenz (HRK).

### Präsidenten der WRK/HRK seit 1951

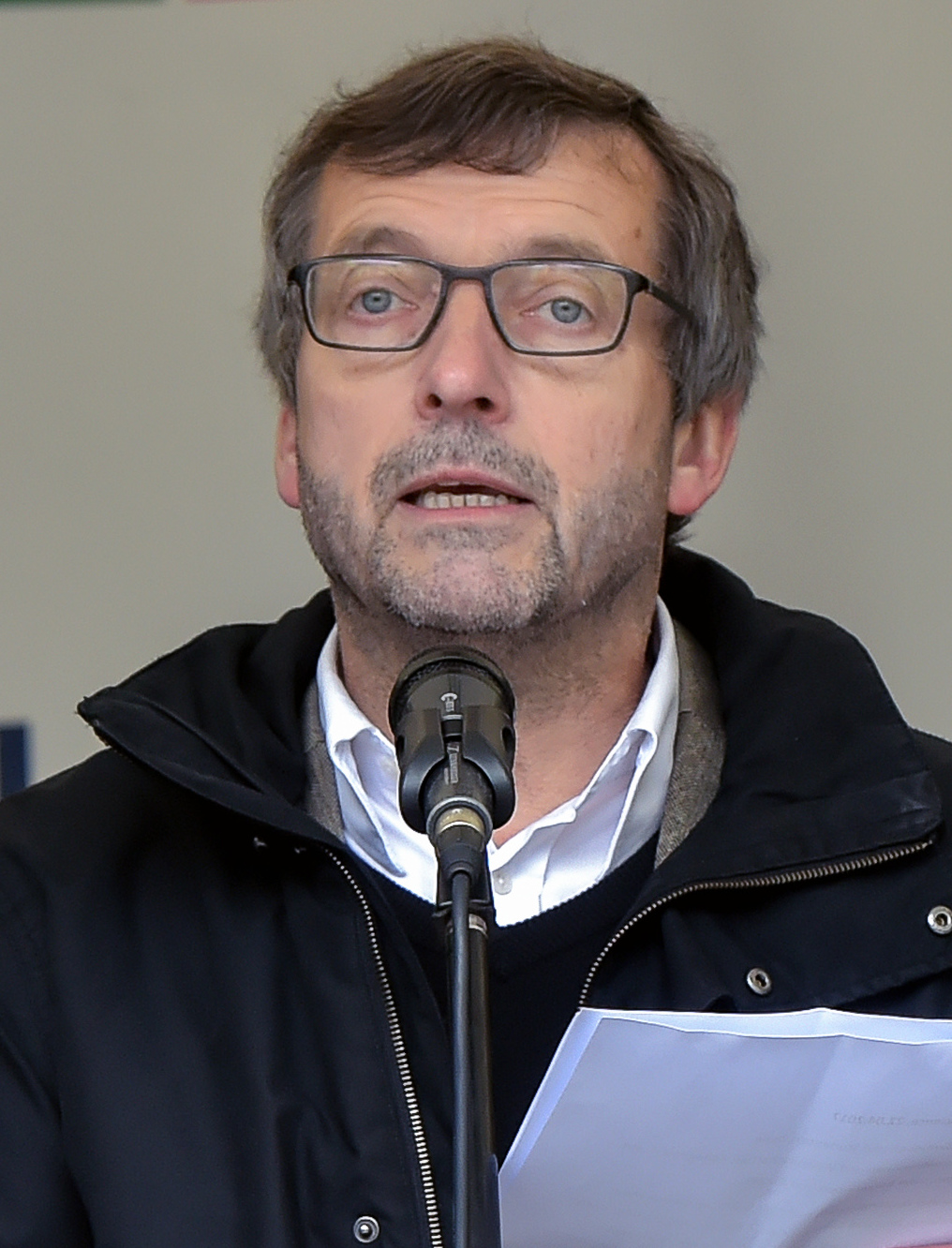
Walter Rosenthal, Präsident der Hochschulrektorenkonferenz seit 2023

- 195100000 Gerhard Hess (seinerzeit Heidelberg, Romanistik)
- 195200000 Helmut Thielicke (seinerzeit Tübingen, Evangelische Theologie)
- 195300000 Erwin Fues (Stuttgart, Physik)
- 1953–1955 Hermann Heimpel (Göttingen, Geschichte)
- 195600000 Albert Kolb (Hamburg, Geographie)
- 1956–1957 Helmut Coing (Frankfurt/Main, Rechtswissenschaft)
- 1957–1958 Gerd Tellenbach (Freiburg/Brsg., Geschichte)
- 1958–1960 Hermann Jahrreiß (Köln, Rechtswissenschaft)
- 1960–1962 Hans Leussink (Karlsruhe, Bauingenieurwesen)
- 1962–1964 Julius Speer (München, Forstwissenschaft)
- 1964–1967 Rudolf Sieverts (Hamburg, Rechtswissenschaft)
- 1967–1968 Walter Rüegg (Frankfurt/Main, Soziologie)
- 1968–1971 Hans Rumpf (Karlsruhe, Verfahrenstechnik)
- 1971–1972 Gerald Grünwald (Bonn, Rechtswissenschaft)
- 1972–1974 Gerd Roellecke (Mannheim, Rechtswissenschaft)
- 1974–1977 Werner Knopp (Münster, Rechtswissenschaft)
- 1977–1979 Hansjürg Steinlin (Freiburg, Forstwissenschaft)
- 1979–1983 George Turner (Hohenheim, Rechtswissenschaft)
- 1983–1987 Theodor Berchem (Würzburg, Romanistik)
- 1987–1990 Hinrich Seidel (Hannover, Chemie)
- 1990–1997 Hans-Uwe Erichsen (Münster, Rechtswissenschaft)
- 1997–2003 Klaus Landfried (Kaiserslautern, Politikwissenschaft)
- 2003–2005 Peter Gaehtgens (FU Berlin, Medizin)
- 2006–2012 Margret Wintermantel (Saarbrücken, Psychologie)
- 2012–2018 Horst Hippler (Karlsruhe, Physikalische Chemie)
- 2018–2023 Peter-André Alt (FU Berlin, Literaturwissenschaft)
- 202300000 Walter Rosenthal (Jena, Medizin)